# Ørby Station
Ørby Station er et dansk trinbræt i Ørby.